# Miles Morales
Miles N. Morales è un personaggio dei fumetti statunitensi pubblicati da Marvel Comics. Ideato da Brian Bendis e disegnato da Sara Pichelli, il personaggio è stato introdotto nell'universo Ultimate in sostituzione di Peter Parker che era rimasto ucciso nella saga La morte di Spider-Man ed è il quinto personaggio - dopo Peter Parker, Miguel O'Hara, Ben Reilly e Gerald Drew - ad assumere l'identità di Spider-Man. Morales è stato il primo afro-americano a indossare il costume del supereroe e il secondo dalle origini ispaniche dopo Miguel O'Hara, protagonista della serie Uomo Ragno 2099.

## Biografia del personaggio
Miles è un adolescente afroamericano di origini portoricane, che abita insieme alla sua famiglia nella New York ricostruita dopo l'onda Ultimatum; è un ragazzo timido ma molto intelligente che si ritrova catapultato in un mondo completamente fuori dalla norma, ovvero quello della comunità metaumana, a causa del morso di un ragno. Dopo la morte di Peter Parker decide di agire diventando poco alla volta una persona più coscienziosa e sicura di sé intraprendendo la carriera di supereroe erede di Spider-Man.
I suoi genitori, Rio Morales e Jefferson Davis, nella speranza che possa ricevere una istruzione avanzata, lo iscrivono a una scuola prestigiosa ma durante la visita a casa di suo zio Aaron Davis, viene punto da un ragno che gli conferisce alcune capacità, come la mimetizzazione, una spiccata agilità e la capacità di paralizzare gli avversari con le mani. Poi scopre che queste capacità sono simili a quelli in possesso di alcuni tipi di ragni.
Spaventato da questa situazione, sostiene di voler solo una vita normale e non vuole fare l'eroe come Spider-Man. Ma, a seguito della morte di questi, Miles, che era uscito di nascosto dal suo studentato e si era diretto proprio nei pressi della battaglia per cercare di capire cosa stesse accadendo, assiste agli ultimi istanti di vita dell'eroe. Miles è oppresso dal senso di colpa perché avrebbe potuto aiutarlo se avesse deciso di usare i suoi poteri piuttosto che farsi soggiogare dalla paura. In seguito Miles decide di intraprendere in qualche modo la carriera di vigilante e nella sua prima uscita affronta e sconfigge il criminale Kangaroo ma in maniera goffa e la stampa inizia a bersagliarlo per il pessimo gusto non tanto delle sue azioni quanto della scelta del costume così simile a quello dell'originale, essendo passato molto poco dalla sua sepoltura. Una sera, mentre compie il suo giro di ronda incontra Spider-Woman.
La donna è piuttosto alterata per il comportamento del ragazzo e dopo un breve scambio di colpi, in cui lo smaschera e lo cattura tramite la ragnatela che secerne dalle dita, lo porta al Triskelion dove viene interrogato da Fury e dagli Ultimates, tutti alquanto scioccati dalla situazione. Parlando con Nick Fury, Miles spiega le sue ragioni e in contemporanea scopre che la fedina penale di suo zio è più sporca di quello che credeva, dato che è sulla lista dei ricercati della F.B.I. Nel frattempo Electro, detenuto nella stessa struttura dopo la notte in cui Goblin uccise Spider-Man, si risveglia dal coma indotto chimicamente e cerca di fuggire aggredendo il personale. A causa del suo tentativo di fuga, tutte le luci si spengono e Miles e Fury si uniscono al resto degli agenti S.H.I.E.L.D. per fermare il supercriminale. Lo scontro termina proprio grazie al giovane che approfittando di un momento favorevole, paralizza Electro con il suo tocco velenoso, permettendo così la sua incarcerazione. Il giorno dopo Jessica Drew, in borghese e non proprio a suo agio, raggiunge la scuola di Miles e gli consegna una valigetta con la benedizione di Fury e l'avvertimento che non ci saranno altre occasioni per lui e la scelta di vita che ha deciso di seguire. Miles l'apre e dentro vi trova un nuovo costume, una variante nera con ricami rossi di quello che un tempo veniva indossato da Peter: ora può ritenersi il vero erede di Spider-Man.

## Storia editoriale

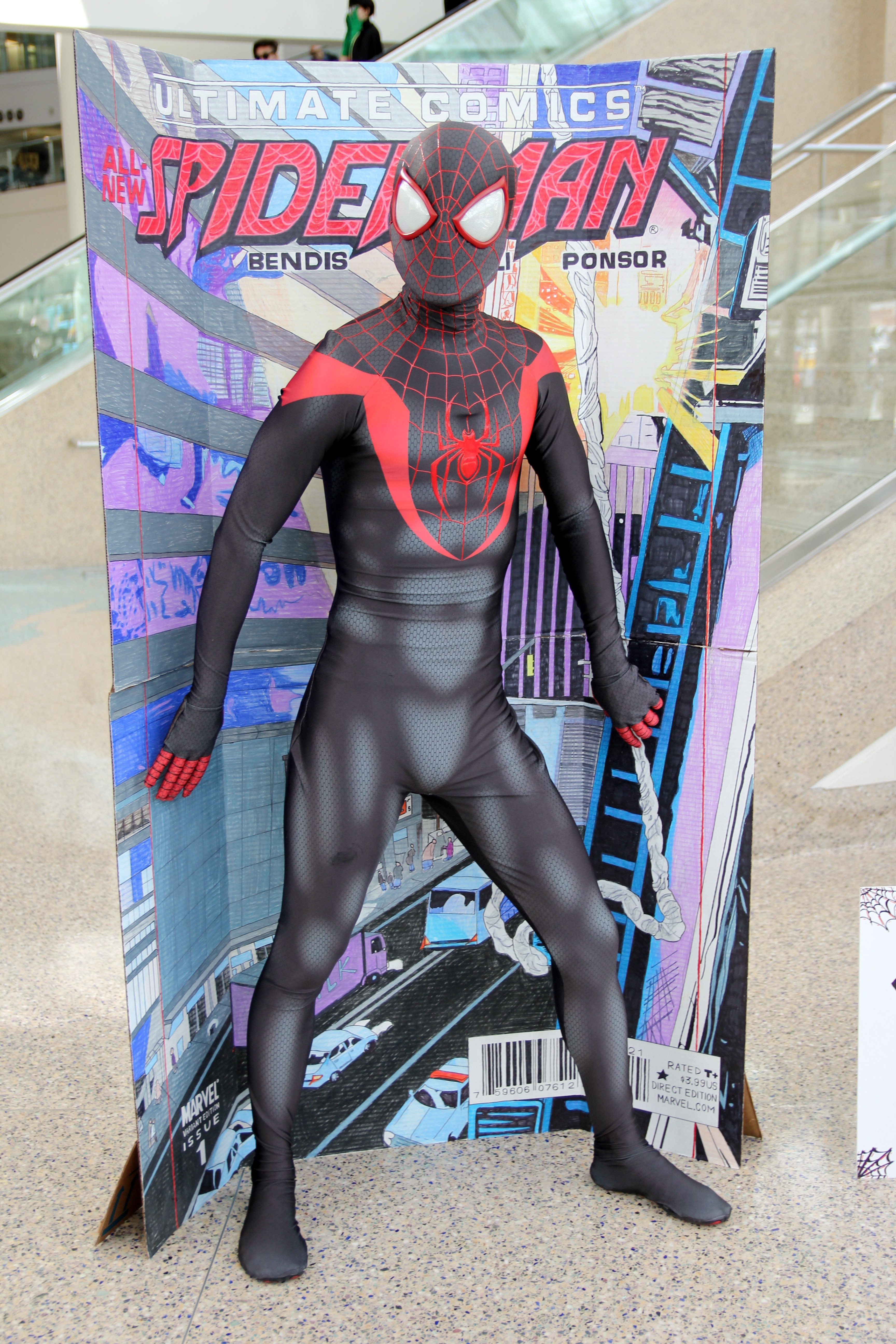
Miles Morales con il costume completo, maschera compresa

Quando Barack Obama venne eletto, nel 2008, Presidente degli Stati Uniti, l'Editor-in-Chief della Marvel, Axel Alonso, aveva espresso interesse nel creare uno Spider-Man afro-americano, per omaggiare il neo-presidente. Inizialmente, il personaggio doveva comparire nella saga "Ultimatum", ma gli autori decisero di tralasciarlo dalla storia per avere più tempo per sviluppare il personaggio. Nel 2012, a seguito della saga della serie Ultimate La morte di Spider-Man, nella quale Peter Parker rimane ucciso da Norman Osborn, si decise di riprendere l'idea di uno Spider-Man nero. Secondo Alonso, il nuovo Spider-Man «è l'Uomo Ragno del XXI secolo e ne riflette la cultura e la diversità rispetto al suo predecessore». Lo scrittore Brian Michael Bendis, autore della serie Ultimate, nel corso di un'intervista, rivelò che il nuovo Spider-Man era stato ispirato dai tentativi falliti dall'attore Donald Glover di ottenere il ruolo da protagonista nel nuovo film dedicato all'eroe: «L'ho visto indossare il costume in una puntata di Community e aveva ragione lui, era perfetto».
Il personaggio è descritto come un ragazzo afro-americano con origini latine-portoricane e, come Peter Parker, studioso e amante della scienza ma, rispetto a questi, ha un diverso costume. Il costume venne progettato da Sara Pichelli. Alonso ha anche affermato che «Miles Morales è un riflesso della cultura in cui viviamo. Mi piace il fatto che mio figlio Tito vedrà uno Spider-Man oscillare attraverso il cielo il cui cognome sia "Morales". E a giudicare dalla risposta, vedo che non sono solo.» Nel 2012, Morales è apparso nelle miniserie Spider-Men, in cui ha incontrato lo Spider-Man dell'universo Marvel classico.

## Saghe e crossover

### Prowler
Con il suo nuovo costume e la benedizione da parte dei suoi "colleghi" Miles inizia a farsi presto notare per le sue prodezze: nel giro di poco arriva ad affrontare una vecchia conoscenza di Peter, un mutante mercenario conosciuto come Omega Red, riuscendo ad avere la meglio.
Non tutto però finisce bene: infatti Miles deve ancora assimilare il segreto rivelatogli dal padre sulle sue passate attività giovanili. In una discussione con sua madre dice che essendo figlio e nipote di due "criminali" forse anche lui potrebbe averne ereditato l'"istinto". Rio gli dice che lui è semplicemente se stesso e che in fondo suo padre all'epoca era non "criminale" ma piuttosto "immaturo": se non avesse messo la testa a posto di sicuro non lo avrebbe sposato. Altro fatto nuovo è la scoperta che Jefferson ha una forte avversione per i metaumani in generale, mentre invece sua madre ne è entusiasta.
I problemi veri per Miles però hanno inizio quando un giorno alla sua scuola compare dal nulla suo zio Aaron che non vedeva da prima della morte di Peter. L'uomo infatti se ne era andato senza dire niente a nessuno e senza lasciar sapere dove fosse diretto. Il motivo della prolungata lontananza è che Aaron ha dovuto scontare una pena a Città del Messico dove si era diretto per risolvere una trattativa con un gangster del posto, un uomo che si fa chiamare Scorpione, che però era andata a finire male.
Senza mezzi termini gli rivela di sapere tutto: del ragno, dei poteri e del fatto che il nuovo Spider-Man è lui. Alcune cose tra l'altro le ha intuite grazie ad una visita al suo rifornitore di attrezzature speciali, l'uomo che si fa chiamare Riparatore, che poi ha ucciso.
Aaron dice al nipote che quello che gli è successo è la cosa migliore che poteva capitargli e che avrebbero potuto sfruttare. Il discorso viene lasciato a metà a causa della sorveglianza ma gli dice che avranno modo di riparlarne.
In seguito entrambi incappano in situazioni perigliose: Miles sventa una rapina compiuta dal criminale Ringer e scopre che la polizia non lo vede per niente di buon occhio; stessa cosa vale per il capitano di polizia Frank Quaid, vecchia conoscenza del primo Spider-Man, anche se lui cerca di fermarlo "a fin di bene" ritenendo che il ragazzo non sappia in che guaio si sta andando a cacciare. Inoltre ogni qual volta esce per un giro di vigilanza si rende conto di quanto sia difficile non far sorgere sospetti nonostante l'aiuto di Ganke.
Prowler invece riceve la sgradita visita di Maximus Gargan, il gangster messicano soprannominato Scorpione, che ha intenzione di vendicarsi di lui per quell'affare finito male a Città del Messico e non solo: questa resa dei conti con lui lo ha spinto a decidere di "piantare la sua bandiera" a New York ed espandere la sua influenza. Aaron cerca di sconfiggerlo mettendo mano all'arsenale di Riparatore, dopo la sua morte ne usa il laboratorio come base operativa, ma riesce soltanto a ferirlo leggermente: lo "Scorpione" è molto più di quel che appare. Accortosi della sua reale pericolosità. Aaron fugge avvalendosi delle ali di Avvoltoio. Quella stessa notte, Miles è contatto da suo zio per un incontro, per suggellare un patto: uno scambio di favori e l'avrebbe lasciato in pace.
Miles decide di andarci e i due discutono su quello che sono diventati e sulle abilità di Miles. A quel punto Aaron lo attacca e i due incominciano a lottare. Prowler lo vuole testare, vuole metterlo alla prova e alla fine infatti ha la meglio grazie al "colpo velenoso". Lo scontro termina e Aaron gli propone di collaborare ma Miles ovviamente rifiuta. Allora Prowler la mette su un altro piano, la possibilità di aiutarlo a diventare uno Spider-Man migliore di quello che è.
Prowler dice che lo addestrerà e lavoreranno insieme; hanno delle responsabilità l'uno verso l'altro che lo voglia o meno. Miles se ne sta per andare quando suo zio paventa la minaccia di rivelare il suo segreto al padre. Gli dice che suo padre lo allontanerebbe e forse lo venderebbe alla polizia. Miles non capisce perché si accanisce così con lui e Prowler gli risponde che lo fa perché sa di aver ragione e che non vuole vederlo ammazzato e per tal motivo gli offre il suo aiuto ma il nipote gli replica che non vuole essere come lui.
Gli replica che lui ha solo tredici anni e che quindi non sa che cosa vuole davvero ma la risposta è ancora contraria alle sue aspettative. Allora Prowler decide di proporgli un patto: la cattura di un criminale, un vero supercriminale: Scorpione. Lo affronteranno insieme e a quel punto si renderà conto di quanto abbia bisogno del suo aiuto e che da quello nascerà una nuova "attività familiare".
Prowler se ne va e Miles non sa che fare: potrebbe contattare gli Ultimates ma non lo fa, ritenendo che quegli eroi non abbiano tempo per i suoi problemi. Alla fine dopo averci pensato e aver fatto ricerche su chi sia questo Scorpione, Miles accetta.
Nipote e zio attaccano Gargan mentre sta svolgendo un meeting con altri criminali: i due si gettano nella mischia e gli scagnozzi del gangster vengono quasi subito messi a tacere ma il messicano è molto più resistente e forte di quanto immaginino. Dopo un duro scontro, Scorpione riesce a fuggire ma il giovane Uomo Ragno lo raggiunge e gli inietta il siero paralizzante contenuto nel suo palmo. Gargan è a terra e viene consegnato alla polizia tra le urla festanti dei curiosi che hanno assistito allo scontro. Miles a quel punto cerca suo zio ma è scomparso. Si farà sentire più tardi per dirgli che hanno appena iniziato ma la risposta di Miles è negativa e Aaron a sua volta gli rimarca la minaccia di rivelare la sua identità al padre.
Il giorno dopo Miles è intenzionato a rivelare ai suoi la verità, anche se Ganke gli consiglia piuttosto di affrontarlo, per non rendersi più ricattabile. Di ritorno a casa si ritrova suo zio in borghese a offrirgli un'ultima chance e alla fine Miles accetta di incontrarlo di nuovo cambiando i suoi progetti. Lo avrebbe affrontato.
Quella stessa notte infatti Miles gli intima di andarsene e di lasciare in pace lui e i suoi, che non può ricattarlo. Prowler non prende bene l'ennesimo rifiuto del ragazzino e lo attacca con uno dei guanti sonici di Shocker. Aaron in preda all'ira lo accusa di mancargli di rispetto, come suo padre Jefferson, che è grazie a lui se ha quei poteri e che quindi gli appartiene. Urla che se sarà necessario inculcarglielo picchiandolo allora così sarà.
Dopo uno scambio di colpi sia dall'uno che dall'altro, Miles finisce giù dal palazzo sopra il tetto di un bus ma Prowler non intende dargli tregua e con un'altra scossa sonica colpisce il bus che sbanda e si ribalta mentre Miles finisce contro una vetrina. Ripresosi Miles aiuta i passeggeri a fuggire ma Aaron ritorna e ancora una volta lo attacca senza preoccuparsi delle persone intorno a loro. Il giovane Spider-Man è furioso e incomincia a colpirlo al volto affermando che proprio perché al contrario suo, lui si interessa degli altri, non potrà mai seguire le sue orme.
Ma un manrovescio di Aaron lo spinge al suolo. Prowler ha intenzione di ucciderlo e sta per caricare un altro colpo quando il guanto sonico va in cortocircuito ed esplode travolgendo l'uomo nelle fiamme. Benché leggermente ferito, Miles si avvicina al corpo dello zio per dirgli di resistere che i soccorsi stanno per arrivare. Ma Aaron Davis sente la morte vicina e le sue ultime parole per il nipote sono queste: «Tu sei proprio come me.»

### Divisi cadiamo, Uniti vinciamo
A causa della distruzione di Washington D.C. ad opera di Reed Richards, delle manovre segrete di un misterioso individuo che aizza focolai in tutta la nazione, del problema delle Sentinelle Nimrod di Stryker e delle milizie anti-mutanti che tengono sotto scacco gli Stati del Sud-Ovest, che il precedente presidente aveva abbandonati al loro destino in quanto non in grado di intervenire per difenderli, gli Stati Uniti sono sul punto di frantumarsi. Forze secessioniste e belligeranti spingono vari Stati a staccarsi dal Governo Centrale e a farsi la guerra tra loro.
Tale clima porta al ritorno di Steve Rogers, Capitan America, che interviene prontamente nei vari scenari bellici, contando anche sull'aiuto dei vecchi compagni Ultimates, Tony Stark e Thor. L'acme di tale drammatica situazione la si tocca quando viene pronunciata l'accusa di illegittimità del governo Howard che porta non solo a nuove elezioni ma addirittura alla separazione di fatto di molti stati che formano governi propri e indipendenti come la Nazione della Costa Ovest e l'Alleanza dei Grandi Laghi.

### Ultimate Comics: Spider-Man
Spider-Man, la cui vera identità, ignorata dal mondo intero e da buona parte della comunità superumana, è quella di Peter Parker, sta compiendo il suo solito giro di ronda notturno per le città di New York, apprezzando lo spettacolo della sua vista dall'alto. Dopo aver bloccato un furgone guidato da malviventi ed essere sfuggito alla polizia presso cui non gode di buona fama, si accorge di un improvviso lampo di luce proveniente da un edificio abbandonato.
Deciso a capire di cosa si tratti si introduce nello stabile e scopre che il lampo era stato generato da uno strano vortice luminescente, generato da un apparato tecnologico che non riconosce. Pensando di dover contattare qualche specialista, essendo magari una fonte di energia magica di cui potrebbe occuparsene il Dottor Strange, si accorge analizzando la stanza che l'autore di tutto ciò potrebbe essere una sua vecchia conoscenza: Mysterio.
L'eroe non ha neanche il tempo di completare il pensiero che Quentin Beck lo attacca alle spalle con un tubo di metallo. Evitato il colpo Peter ha facilmente ragione di lui imbrigliandolo nella sua tela. Quentin gli si rivolge con rabbia dicendogli che stavolta non si sarebbe perso la sua morte. Non capendo cosa intenda, decide di proseguire con la sua idea iniziale di contattare Tony Stark e Reed Richards per mettere mano a quello strano macchinario ma Mysterio nel tentativo di fermarlo, spara e il proiettile malauguratamente colpisce il generatore, scatenando un ampliamento del vortice che avvolge la stanza.
Spider-Man a quel punto si ritrova all'aperto di giorno in una città che riconosce come New York ma che presenta numerose differenze con quella a cui è abituato, soprattutto per la presenza di un enorme edificio che si erge nella baia e che in realtà non dovrebbe esserci; cerca di ritornare alla base di Mysterio ma la trova restaurata ed abitata. Inoltre ha l'occasione di salvare un uomo da un pestaggio e questi anche se lo ringrazia gli fa notare che, nonostante abbiano bisogno di tutti gli eroi possibili, il costume che indossa è di pessimo gusto, in quanto era di Peter Parker.
Sconvolto da ciò che quell'uomo gli ha detto, Peter non sa più che pensare. Cercando di fare mente locale e di ritornare al suo appartamento, sul tetto di un palazzo ha un incontro irreale: un altro Spider-Man.
Nel frattempo, Mysterio si riprende nella sua base e scopre cos'è accaduto. Decide di inviare subito un suo avatar robotico all'inseguimento dell'Arrampicamuri: lui ha scoperto quella dimensione, lui ne è quindi il padrone e non può permettere che Spider-Man rovini ogni cosa.
Quest'ultimo sta nel frattempo cercando di venire a capo della situazione: un ragazzino, con un costume simile al suo solo nero e con ricami rossi, gli è comparso davanti e sembra incredulo quanto lui. Alla sua domanda se sia una questione che riguardava dei cloni, lo Spider-Man più giovane gli risponde che lui fosse una specie di test che Fury gli aveva preparato. Il ragazzino gli domanda se lui sia per caso Peter Parker.
Dopo questa ennesima follia Peter decide di passare all'azione e i due Spider-Man iniziano uno scontro, cercando di togliersi la maschera a vicenda e sfruttando le proprie abilità per poter sopraffare l'altro. Dopo essere finiti entrambi giù dal palazzo ed essersi salvati grazie ad un enorme tela di Peter, questo riesce a smascherare il suo doppio più giovane che si rivela essere un ragazzino di colore. Cercando di riprendersi la propria maschera sottratta, colpisce la ragnatela con del veleno che secerne dalle dita, sfaldandola e stordendo Peter.
Il ragazzo evita ad entrambi il contatto con la strada riuscendo ad attivare i lanciaragnatele di Peter e a riportarli su un tetto sicuro. Vedendolo ancora privo di sensi lo smaschera e non sapendo che fare decide di contattare Nick Fury e lo S.H.I.E.L.D..
Peter si riprende in una cella e subisce un interrogatorio nientemeno che da un uomo che dice di chiamarsi Nick Fury, seppure noti subito la non identità etnica tra il Fury che lui conosce e quello che ha di fronte. Con la sua solita parlantina umoristica Peter spiega a Fury chi è e cosa pensa che gli sia accaduto. Fury decide di dargli credito e di farlo uscire. Gli riconsegna maschera e lanciaragnatele, e gli fa incontrare il suo "omonimo" più giovane, Miles Morales.
Fury decide che tocchi a Miles spiegare a Peter che cosa sia accaduto al "loro" Peter Parker, mentre lui si occupa della questione del portale dimensionale che sembra essere la causa di tutto quel trambusto; sull'elicottero concessogli dalla superspia, i due Spider-Men hanno modo di discutere e alla fine Peter gli domanda se il suo alter ego sia morto. Miles non ha tempo di rispondergli perché l'avatar di Mysterio li ha trovati e abbattuti tramite un bazooka. Il supercriminale considera tutto quello che è accaduto come l'opportunità di poter uccidere ben due Spider-Man.
I due eroi riescono a salvarsi, portando con loro anche il pilota dell'elicottero, atterrando su un pontile. Mysterio è davanti a loro e dopo averli colpiti con i suoi raggi energetici, dà inizio al suo spettacolo degli orrori: i peggiori incubi di Peter e Miles si materializzano di fronte a loro e al contrario di quello che il primo supponeva queste illusioni possono provocargli dolore, nonostante siano un risultato chimico. Dopo molti sforzi Miles riesce a raggiungere il criminale a colpirlo al petto, che si ripercuote anche sull'originale, mentre Peter comprendendo che gli effetti delle sostanze chimiche sono potenziati da una qualche tecnologia il cui fulcro è il pendaglio che il supercriminale tiene sempre tra le mani, riesce a strapparglielo di mano e a gettarlo nel fiume.
A quel punto il Mysterio originale, accontentandosi di sapere che Spider-Man è confinato in un'altra dimensione senza che possa fare ritorno, strappa i collegamenti con il suo avatar che esplode. Miles si risveglia poco dopo e si ritrova circondato dagli Ultimates e Fury. Tony Stark anche se riconosce l'oggetto che ha di fronte ne rimane affascinato perché non riesce a riconoscere il tipo di tecnologia utilizzata per l'avatar. Miles scopre che Peter si era già ripreso e si era messo alla ricerca di prove che confermassero definitivamente che quella che stava vivendo non era una illusione generata da Beck.
Si reca presso quello che dovrebbe essere il suo indirizzo e vi trova al suo posto un mini-market. Peter vi entra e, dopo aver sventato una rapina, chiede in prestito l'iPad della commessa e trova conferma su un articolo della dipartita del suo alter ego. Confuso più che mai chiede alla donna di raccontargli tutto quello che sa su "Peter Parker". Le informazioni lo portano alla casa di Zia May e Gwen che non appena lo vedono gli urlano contro furiose, pensando ad un mitomane, ma rimangono esterrefatte quando si toglie la maschera e vi ritrovano il volto del loro caro defunto, solo cresciuto.
Peter non ha neanche il tempo di constatare la presenza di una giovane Gwen, che zia May lo schiaffeggia e Gwen lo aggredisce inveendogli contro. Solo l'intervento di Miles le ferma, confermandogli che quell'uomo mascherato da Spider-Man è davvero Peter Parker. Questi afferma di non aver riflettuto venendo li, dicendosi dispiaciuto di averle causato altro dolore facendosi vedere. Quelle parole unite alla conferma di Miles fanno svenire zia May, presa al volo da Gwen.
Intanto al Triskelion, Tony e Fury discutono di Mysterio e della pericolosità che rappresenta, ma anche dell'alter ego di Parker. Fury si ritrova a constatare di aver fatto delle promesse alla famiglia del ragazzo e di non averle mantenute, e di quanto dolore una famiglia possa sopportare.
A casa Parker, May si riprende e ritrova Gwen, Miles e "Peter" a chiacchierare in mansarda. Non appena la donna si fa vedere, Gwen entusiasta le racconta dell'esistenza di altre dimensioni, in cui esistono delle altre loro e che Peter è vivo. May non ne è ancora convinta nonostante riceva continue conferme sia dalla bionda che da Miles, che osserva affascinato i lanciaragnatele del suo "omonimo"; Peter le racconta come sia finito nella loro dimensione e di come sia stato cresciuto da lei e suo marito Ben. Alla domanda della donna se fosse vivo, Peter gli risponde che non lo era ma che era per la sua perdita che era diventato l'Uomo Ragno. Infatti nonostante avesse i suoi poteri non lo aveva salvato, e ora fa quello che avrebbe fatto lui se fosse stato al suo posto. Peter continua dicendo "Da un grande potere..." venendo seguito dalla donna, che completa il celebre motto, "... derivano grandi responsabilità".
A quel punto May riconosce davvero suo nipote nell'uomo che ha davanti e lo abbraccia. Gli dice che lo avevano perso ma che ora era li davanti a loro cresciuto e in salute. Peter le domanda se il suo alter ego gli avesse rivelato di essere Spider-Man prima di morire, e Gwen gli risponde che lo sapevano già da un po'. Peter ne è stupito e domanda se anche il mondo lo sapeva. La bionda gli risponde di no che solo loro lo sapevano: loro, Mary-Jane, Norman Osborn e Kitty Pryde.
A quell'ultimo nome Peter rimane perplesso e le due donne gli spiegano che lui e la X-Woman avevano avuto una storia. Peter per tutta risposta dice di avere un altro milione di domande da fare loro, ma l'arrivo di Fury costringe ad interrompere la discussione. Dopo un saluto commosso, Peter e Miles, a cui viene concesso di restare su sua richiesta, seguono Fury in macchina.
Prima di salire Peter vede una giovane Mary Jane in mezzo alla piccola folla del quartiere che si era ammassata, ma non riesce a parlarle in quanto fugge da lui, non riuscendo a resistere alla sua vista. In macchina Miles gli domanda se anche loro avessero un Nick Fury e la risposta è affermativa. Incuriosito, la superspia gli domanda come fosse, e Peter gli risponde, leggermente imbarazzato, dicendogli che è bianco. Con una punta di ironia, Nick gli risponde di essere dispiaciuto per il suo alter ego. Mentre la macchina prende il volo, May ha un'ultima occasione di salutare il "nipote" e non può fare a meno di sorridere, sapendo di non aver sbagliato nelle sue scelte.
Giunti al Triskelion, dove Peter ha l'occasione di incontrare l'alter ego di Tony, riconoscendo che il "suo" ha smesso di bere da un bel po' di tempo, grazie ad un filmato e ad un colpo d'occhio di Miles, riescono a risalire alla base di Mysterio, bandolo della matassa per cercare di definire il punto di rottura attraverso cui il criminale compie i suoi spostamenti interdimensionali. Nick richiama tutti i suoi uomini e si dirigono verso l'edificio che si trova presso Brooklyn.
Nel frattempo, nell'altra dimensione, Mysterio è combattuto sul da farsi: ha distrutto Spider-Man, lo ha imprigionato in un luogo da cui non può tornare e tutta la sua vita sarà distrutta. Solo che non gli basta. Alla fine spinto dal desiderio di vederlo disperarsi, riattiva un suo avatar e riapre il portale ma con sua grande sorpresa viene attirato al suo interno da due tele. Una volta passato il vortice si ritrova di fronte i due Spider-Men, gli Ultimates e Fury con i suoi agenti S.H.I.E.L.D..
Prima che Peter si separi dai suoi compagni, Mysterio tenta un ultimo assalto facendo esplodere degli ordigni che aveva nascosto nell'edificio e spargendo i suoi agenti chimici mostrando ai suoi avversari le loro più temute paure. Miles riesce a riprendersi in tempo per avvinghiarsi a Beck, che era sul punto di fuggire nella sua dimensione originaria, attraversando con lui il portale. I due hanno un breve faccia a faccia ma alla fine il criminale viene respinto attraverso il portale e finalmente arrestato.
Fury rassicura Peter dicendogli che lo terranno in consegna loro, per evitare che possa spargere il suo segreto, e lui lo ringrazia per l'aiuto, dando inoltre a Miles la sua benedizione per compiere la sua missione come Spider-Man della sua Terra.
Dopo una sequela di avvertimenti e consigli su come dovrebbe comportarsi per evitare guai e grattacapi, Peter viene risucchiato dal vortice che poi si spegne a causa dell'instabilità in cui vessava. Tutto ritorna come prima anche se per i due Spider-Men quell'incontro ha significato qualcosa: Miles infatti è ancora più spronato ad essere meritevole del suo titolo, mentre Peter è rimasto incuriosito dalla possibilità che ci possa essere un alter ego del ragazzino nella sua Terra.

### La guerra di Venom
Nella storyline del 2013, la giornalista investigativa Betty Brant conclude erroneamente che il padre di Miles, Jefferson, è il nuovo Spider-Man. Tuttavia, J. Jonah Jameson, alla luce della morte di Peter Parker, rifiuta di pubblicare la sua storia, per il fatto che essa si limiterà a rovinare la vita di un'altra famiglia e di privare la città di un altro eroe. Quando Brant tenta di pubblicare la sua scoperta in un libro, viene uccisa dall'ex scienziato della Oscorp, e ora scienziato della Roxxon, il dottor Conrad Marcus, il quale è diventato il nuovo ospite per il simbionte Venom. Nella successiva storyline "La guerra di Venom", Venom viene a sapere delle scoperte di Brant e va a trovare Jefferson per affrontarlo, ma il vero Spider-Man riesce a respingere la creatura. Jefferson è gravemente ferito e ricoverato. Miles si trova di fronte l'ex agente dello S.H.I.E.L.D. e, sotto copertura, detective della polizia di New York Maria Hill, la quale ha anche capito il segreto di Miles. Quando Venom appare in ospedale, Spider-Man lo affronta di nuovo. Mentre i due combattono la madre arriva a capire che suo figlio è Spider-Man. Quando la rissa finisce, Marcus si separa dal simbionte. Mentre la polizia spara a Marcus nel tentativo di ucciderlo, un proiettile colpisce la madre di Miles, Rio. Poco prima di morire dirà al figlio di non rivelare la sua identità al padre.

### Spider-Man Addio!
Dopo la morte di sua madre per mano di Venom, Miles distrugge il costume.

### Ragnoverso
Miles e Ultimate Jessica Drew vennero coinvolti in Ragnoverso, quando durante una visita alla tomba di Rio Morales, vennero assaliti da Verna, sorella di Morlun. Si salvano grazie all'esercito di Superior Spider-Man e, credendolo Peter, si unirono al suo esercito. Successivamente il vero Peter nominerà Miles reclutatore, insieme ad un Peter Parker adolescente. Recluteranno, tra gli altri, l'Uomo Ragno del cartone degli anni '60.

### Secret Wars
Dopo che gli Illuminati scoprirono che molti pianeti si stavano distruggendo scontrandosi tra di loro, iniziarono a distruggere i pianeti con delle bombe. La Terra-616 (l'Universo Marvel Originale) si scontrò con la Terra-1610 (l'Universo Ultimate). Miles, prima dello scontro si nascose in una navicella che uscì dalla traiettoria dell'esplosione. In essa c'erano dei supercattivi come il Creatore, Thanos e altri. Un'altra navicella, nella quale c'erano i Fantastici 4 (tranne Susan e i suoi figli che morirono nella distruzione di una parte della navicella), Spider-Man, Black Panther, Thor e altri, si salvò. Dopo la distruzione non esisteva più nessun universo. Il Dottor Destino salvò tutti creando insieme al Dottor Strange una nuova Terra che includeva alcuni pezzi delle altre. Destino divenne il capo e dio di questa nuova terra. Nessuno ricordava gli eventi della distruzione tranne Destino, Strange e i sopravvissuti delle navicelle. Susan e i suoi figli sono di nuovo vivi ma non si ricordano di Reed. Strange salva i sopravvissuti teletrasportandoli in diverse parti nel nuovo mondo per non farli trovare da Destino però sacrificando la propria vita. Miles finì nel Regno di Manhattan , un regno in cui i resti dell'universo di Miles e di Terra-616 erano stati ricreati e fusi tra loro in Terra-61610. Miles riuscì a convincere i suoi abitanti a ribellarsi al loro sovrano, contribuendo alla sconfitta del Dottor Destino.
Al termine dell'evento, Miles si ritroverà su Terra Prime (la riformata Terra-616) insieme allo Spider-Man originale (Peter Parker) e alla sua famiglia, compresa sua madre (Rio Morales), riportata in vita.

## Comprimari
- Jefferson Davis
- Rio Morales
- Aaron Davis.
- Ganke
- Kate Bishop
- Judge
- Gwen Stacy
- Mary Jane Watson
- Nick Fury
- Peter Parker
- Frank Quaid
- Maria Hill
- J. Jonah Jameson
- Betty Brant

### Young Ultimates
- Vedova Nera (III): si tratta in realtà di Jessica Drew, il clone femmina di Peter Parker nell'universo Ultimate; dopo gli eventi di Cataclisma, ha intenzione di portare avanti le imprese degli Ultimates; prende però la decisione di modificare il suo attuale nome da battaglia (Spider-Woman) a favore di uno nuovo, si tinge così i capelli e assume l'identità della Vedova Nera;
- Kitty Pryde: mutante con il potere dell'intangibilità, la sua presenza nell'universo Ultimate è ricorrente fin dalla prima serie dedicata a Peter in questo universo (Ultimate Spider-Man); ha addirittura avuto una relazione con quest'ultimo, anche se alla fine i due rimasero solo amici. Il suo ruolo è stato fondamentale nella sconfitta dell'invasore Galactus, che ha tentato di divorare anche questa versione della Terra.
- Bombshell
- Cloak
- Dagger

### Avversari
- Kangaroo
- Electro
- Omega Red
- Ringer
- Scorpione
- Prowler
- Batroc
- Rhino
- Venom
- Roxxon
- Taskmaster
- Galactus
- Kingpin
- Macchia
- Doc Ock (Olivia Octavius)
- Lapide
- Goblin

## Poteri e abilità
Morso da un ragno geneticamente modificato noto come “Esemplare 42”, Miles Morales possiede abilità simili a quelle dell'originale Spider-Man: forza, agilità e riflessi notevolmente potenziati, la capacità di aderire alle pareti e ai soffitti con le mani e i piedi, e un "senso di ragno" che lo avverte del pericolo con una sensazione di ronzio nella testa. Rispetto a Peter, Miles possiede una forza fisica leggermente inferiore e un senso di ragno meno sviluppato, ma è più agile   e ha due poteri aggiuntivi: la capacità di mimetizzarsi talmente tanto da rendersi praticamente invisibile (anche a distanza ravvicinata)  e può rilasciare scariche elettriche (il cosiddetto potere Venom) che possono paralizzare temporaneamente quasi chiunque con un solo tocco  e possono essere usate nel corpo a corpo, oppure a distanza conducendole attraverso materiali conduttori, ragnatela inclusa. L'efficacia di questo potere varia da nemico a nemico, in quanto alcuni col tempo hanno imparato a resistere a questa scossa, mentre altri ne sono sempre stati immuni. Miles può effettuare una versione più potente dell'attacco, il "Mega Venom Blast", che ha effetti devastanti su chiunque, Miles compreso, dato che il suo utilizzo tende a scaricare completamente la bioenergia corporea con conseguente sfinimento o addirittura svenimento del ragazzo. Sembra avere anche una resistenza alle lesioni uguale a quella di Peter, se non superiore: durante un alterco con il mercenario Roxxon Taskmaster, Miles viene sbalzato attraverso un muro di mattoni senza alcuna apparente ferita grave. Nel videogioco Marvel’s Spider-Man: Miles Morales cade al suolo da oltre le nubi, già ferito, ma si risveglia subito e se ne va. 
Indossa un costume nero e rosso regalatogli dallo S.H.I.E.L.D., e inizialmente usò i lancia-ragnatele di Peter Parker (ricevuti da zia May). Lo S.H.I.E.L.D., tuttavia, lo rifornisce di una serie di ultima generazione.

## Altri media

### Cinema

Miles Morales nel film d'animazione Spider-Man - Un nuovo universo.

- Il personaggio viene menzionato indirettamente nei film del Marvel Cinematic Universe Spider-Man: Homecoming (2017)[34] e Spider-Man: No Way Home (2021).[35]
- Nel febbraio 2019 il team d'animazione Sony Pictures Animation si aggiudica l'oscar per il miglior film d'animazione, un lungometraggio con protagonista Miles Morales, intitolato Spider-Man - Un nuovo universo (2018). Il film è prodotto esecutivamente da Phil Lord e Christopher Miller, scritto da Lord e diretto da Peter Ramsey e Bob Persichetti. Nel giugno 2023 esce al cinema il sequel, Spider-Man: Across the Spider-Verse, che avrà a sua volta un seguito, Spider-Man: Beyond the Spider-Verse, al momento senza una data d'uscita.

### Televisione
- Il personaggio appare nella serie televisiva Ultimate Spider-Man, doppiato inizialmente da Donald Glover e poi da Ogie Banks. Nella serie, Miles (a seguito di problemi spaziotemporali) si trasferirà nella dimensione del Peter Parker protagonista, prendendo il nome di Kid Arachnid.
- Miles Morales è presente nella serie animata Marvel Super Hero Adventures.
- Il personaggio appare nella serie animata Spider-Man, dove è uno dei compagni di scuola di Peter e Harry alla Horizon High. In questa versione, Miles ha ottenuto i poteri nello stesso periodo di Peter, in quanto entrambi sono stati morsi da ragni prodotti dagli esperimenti dello Sciacallo. A partire dalla seconda stagione, Miles prende il nome in codice di Spy-D.
- Miles Morales appare come uno dei tre protagonisti della serie animata su Disney Junior Spidey e i suoi fantastici amici, insieme a Peter Parker/Spidey e Gwen Stacy/Spider-Ghost. In questa serie, il suo nome da supereroe è Spin.

### Videogiochi
- Lo Spider-Man di Miles Morales appare come personaggio giocabile nel videogioco per smartphone Marvel: Sfida dei campioni.
- Il 7 settembre 2018 è stato pubblicato Marvel's Spider-Man dove Miles ha un ruolo importante nella trama del titolo.
- Il 12 novembre 2020 è uscito Marvel's Spider-Man: Miles Morales in cui Miles deve difendere New York in assenza di Peter Parker.
- IL 20 ottobre 2023 è uscito il videogioco Marvel's Spider-Man 2 che vede come protagonisti sia Miles che Peter.[36]